# Jezerce
Jezerce je površina napunjena vodom, bilo prirodno ili veštački, koja je obično manja od jezera. Može se pojaviti prirodno u plavnim područjima kao deo rečnog sistema, ili može biti donekle izolovana depresija. Može da sadrži plitku vodu s močvarnim i vodenim biljkama i životinjama.
Činioci koji utiču na vrstu života u jezercetu obuhvataju dubinu i trajanje nivoa vode, nivo hranjivih materija, zasenčenost, prisutnost ili odsutnost ulaza i ispusta, učinak ispašnih životinja i saliniteta.
Jezerca su mala slatkovodna tela sa plitkim i mirnim vodama, močvarnim i vodenim biljkama.‍:460 Bare mogu biti stvorene širokim spektrom prirodnih procesa (npr. na poplavnim područjima kao presečeni rečni kanali, glacijalnim procesima, tresetištem, i sistemima priobalnih dina, od strane dabrova), ili mogu jednostavno biti izolovane depresije (kao što je kazanska rupa, prolećni bazen, prerijska rupa, ili prirodno talasanje u neisušenom zemljištu) ispunjene oticanjem, podzemnim vodama ili padavinama, ili sve tri od ovih. Oni se dalje mogu podeliti u četiri zone: zona vegetacije, otvorena voda, dno i površinski film.‍:160–163 Veličina i dubina bara često varira u velikoj meri u zavisnosti od doba godine; mnoge bare nastaju prolećnim izlivanjem reka. Ribnjaci mogu biti slatkovodne ili bočate prirode. „Jezerce“ sa slanom vodom, sa direktnom vezom sa morem koje održava pun salinitet, normalno bi se smatralo delom morskog okruženja jer ne bi podržavalo organizme u slatkoj ili bočaćoj vodi, tako da zapravo nisu u domenu nauke o neslanoj vodi.
Jezerca su obično po definiciji prilično plitka vodena tela sa različitim obiljem vodenih biljaka i životinja. Dubina, sezonske varijacije nivoa vode, protok hranljivih materija, količina svetlosti koja dopire do jezerca, oblik, prisustvo velikih sisara, sastav bilo koje riblje zajednice i salinitet mogu uticati na vrste prisutnih biljnih i životinjskih zajednica. Mreže ishrane su zasnovane i na slobodno plutajućim algama i na vodenim biljkama. Obično postoji raznolika lepeza vodenog života, sa nekoliko primera uključujući alge, puževe, ribe, bube, vodene bube, žabe, kornjače, vidre i muskrate. Najbolji predatori mogu uključivati velike ribe, čaplje ili aligatore. Pošto su ribe glavni grabežljivci na larve vodozemaca, bare koje svake godine presuše, ubijajući na taj način ribu koja tu živi, predstavljaju važno utočište za uzgoj vodozemaca. Jezerca koji se svake godine potpuno osuše često su poznata kao prolećni bazeni. Neka jezera nastaju aktivnostima životinja, uključujući rupe aligatora i jezerca dabrova, a ona dodaju značajnu raznolikost pejzažima.

## Klasifikacija
Tehnička razlika između ribnjaka i jezera nije univerzalno standardizovana. Limnolozi i slatkovodni biolozi su predložili formalne definicije za jezerce, koje delimično obuhvataju „vodene površine gde svetlost prodire do dna vodenog tela“, „vodene površine dovoljno plitke da ukorenjene vodene biljke mogu da rastu svuda“ i „vodene površine kojima nedostaje dejstvo talasa na obali.' Svaku od ovih definicija je teško izmeriti ili proveriti u praksi. One imaju ograničenu praktičnu upotrebu, i uglavnom se sada ne koriste. Shodno tome, neke organizacije i istraživači su se opredelili za tehničke definicije jezeraca i jezera koje se oslanjaju samo na veličinu.
Neki regioni Sjedinjenih Država definišu ribnjak kao vodno telo sa površinom manjom od 10 akra (4,0 ha). Za Minesotu, poznatu kao „zemlja 10.000 jezera“, se uobičajeno kaže da razlikuje jezera od jezeraca, močvara i drugih vodenih objekata prema ovoj definiciji, ali takođe kaže da se jezero razlikuje prvenstveno po delovanju talasa koji dopiru do obale. Čak i među organizacijama i istraživačima koji razlikuju jezera od bara samo po veličini, ne postoji univerzalno priznati standard za maksimalnu veličinu jezera. Međunarodna Ramsarska konvencija o močvarnim područjima postavlja gornju granicu za veličinu ribnjaka na 8 hektara (80.000 m²; 20 akra). Istraživači za britansku dobrotvornu organizaciju za konzervaciju jezeraca (koja se sada zove Freshwater Habitats Trust) definisali su jezerce kao „ljudskim dejstvom nastalo ili prirodno vodno telo koje je između 1 m² (0,00010 hektara; 0,00025 akra) i 20 000 m² (2,0 hektara) 49 akra po površini i koja drži vodu četiri meseca u godini ili više.” Drugi evropski biolozi su postavili gornju granicu veličine na 5 hektara (50.000 m²; 12 hektara).
U Severnoj Americi, još veće vodene površine nazivaju se barama; na primer, Kristalno jezero na 33 akra (130.000 m²; 13 ha), Volden Pond u Konkordu u Masačusetsu na 61 hektaru (250.000 m²; 25 ha), i obližnji Spot Pond na 340 akra (140 ha). Brojni su primeri u drugim državama, gde se vodene površine manje od 10 akra (40.000 m²; 4,0 ha) nazivaju jezerima. Kao što pokazuje slučaj Kristalnog jezera, marketinške svrhe ponekad mogu biti pokretački faktor iza kategorizacije.
U praksi, vodno telo se naziva jezerce ili jezero na individualnoj osnovi, pošto se konvencije menjaju od mesta do mesta i tokom vremena. Po poreklu, engleski naziv pond je varijanta reči pound (funta), što znači zatvoreno ograđeno okruženje. U ranijim vremenima, bare su bile veštačke i utilitarne, kao ribnjaci, vodenička jezerca i tako dalje. Smatra se da se značaj ovog svojstva u nekim slučajevima izgubio kada se reč prenosila u inostranstvo sa emigrantima. Međutim, neki delovi Nove Engleske sadrže „jezerca“ koje su zapravo veličine malog jezera u poređenju sa drugim zemljama. U Sjedinjenim Državama, prirodni bazeni se često nazivaju jezercima. Jezerca za određenu namenu zadržavaju pridev, kao što je „stock pond” (jezerce za zalihe), koja se koriste za pojenje stoke. Termin se takođe koristi za privremenu akumulaciju vode iz površinskog oticanja (barska voda).
Postoje različiti regionalni nazivi za prirodna jezerca. U Škotskoj, jedan od izraza je lohan, koji se takođe može odnositi na veliku vodenu površinu kao što je jezero. U jugozapadnim delovima Severne Amerike, jezera ili jezerca koja su privremena i često presušena tokom većeg dela godine nazivaju se plajas. Ove površine su jednostavno plitke depresije u suvim oblastima koje se mogu napuniti vodom samo u određenim prilikama kao što je višak lokalne drenaže, prodiranje podzemnih voda ili kiša.

## Formiranje
Svaka depresija u zemlji koja sakuplja i zadržava dovoljnu količinu vode može se smatrati jezercetom, a one se mogu formirati različitim geološkim, ekološkim i ljudskim teraformiranjem.
Prirodna jezera su ona koja su nastala usled ekoloških pojava. Onа mogu varirati od glacijalnih, vulkanskih, fluvijalnih ili čak tektonskih događaja. Od epohe pleistocena, glacijalni procesi su stvorili većinu jezeraca severne hemisfere; primer je Prerijski jamasti region u Severnoj Americi. Kada se glečeri povlače, mogu ostaviti za sobom neravno tlo zbog elastičnog odskoka temeljne stene i ravnica sa kojih se ispiraju sedimenti. Ova područja mogu razviti depresije koje se mogu ispuniti viškom padavina ili prodiranjem podzemne vode, formirajući malo jezerce. Jezera i jezerca se formiraju kada se led odlomi od većeg glečera, na kraju biva zatrpan okolnim glečerom i tokom vremena se topi. Orogenije i drugi tektonski događaji su stvorili neka od najstarijih jezera i bara na svetu. Ova udubljenja imaju tendenciju da se brzo pune podzemnim vodama ako se pojave ispod lokalnog nivoa vode. Druge tektonske pukotine ili depresije mogu da se popune padavinama, lokalnim planinskim oticanjem ili se napajaju planinskim potocima. Vulkanska aktivnost takođe može dovesti do formiranja jezera i jezeraca kroz urušene cevi lave ili vulkanske kupe. Prirodne poplavne ravnice duž reka, kao i predeli koji sadrže mnogo depresija, mogu doživeti prolećne/kišne poplave i topljenje snega. Privremena ili prolećna jezerca se stvaraju na ovaj način i važna su za uzgoj riba, insekata i vodozemaca, posebno u velikim rečnim sistemima kao što je Amazon. Neka jezerca su stvorena isključivo od životinjskih vrsta kao što su dabrovi, bizoni, aligatori i drugi krokodili putem proklinjanja i iskopavanja gnezda. U predelima sa organskim zemljištem, lokalni požari mogu stvoriti depresije tokom perioda suše. One imaju tendenciju da se pune malim količinama padavina dok se normalni nivoi vode ne vrate, pretvarajući ova izolovana jezerca u otvorenu vodu.

## Literatura
- Keddy, Paul A. (2010). Wetland Ecology: Principles and Conservation. Cambridge University Press. ISBN 978-0-521-73967-2.
- Clegg, John (1986). The New Observer's Book of Pond Life. Frederick Warne. стр. 460. ISBN 978-0-7232-3338-1.
- Clegg, J (1986). Observer's Book of Pond Life.. Frederick Warne, London. 460p.
- Hughes, F.M.R. (ed.). The Flooded Forest: Guidance for policy makers and river managers in Europe on the restoration of floodplain forests. 2003.. FLOBAR2, Department of Geography, University of Cambridge, Cambridge, UK. 96 p.
- Environment Canada (2004). How Much Habitat is Enough? A Framework for Guiding Habitat Rehabilitation in Great Lakes Areas of Concern.. 2nd ed. 81 p.
- Keddy, P.A (2010). Wetland Ecology: Principles and Conservation. (2nd edition). Cambridge University Press, Cambridge, UK. 497 p.
- Herda DJ (2008)  Sterling Publishing Company. Zen & the Art of Pond Building. ISBN 978-1-4027-4274-3..
- W.H. MacKenzie and J.R. Moran (2004). Wetlands of British Columbia: A Guide to Identification.. Ministry of Forests, Land Management Handbook 52.

## Spoljašnje veze
- Dugout Pond Aeration Flash Animation Архивирано на веб-сајту  (23. јун 2005)
- North American Water Garden Society Архивирано на веб-сајту  (10. октобар 2018)
- WikiHow: Build A Water Garden in 20 Steps
- Pond Conservation: Advice on garden ponds for wildlife